# San José (provins)
San José är en provins i Costa Rica. Den är belägen i landets centrala delar, och gränsar till provinserna Alajuela, Heredia, Cartago, Limón och Puntarenas. Provinsens sätesort är San José, vilket även är landets huvudstad. Provinsen har en yta på 4 965,9 kvadratkilometer, och en folkmängd på 1 435 447 
Provinsen San José delas in i 20 kantoner.
Kantoner :
```

```

1. Acosta
2. Alajuelita
3. Aserrí
4. Curridabat
5. Desamparados
6. Dota
7. Escazú
8. Goicoechea
9. Leon Cortés
10. Montes de Oca
11. Mora
12. Moravia
13. Pérez Zeledón
14. Puriscal
15. San José
16. Santa Ana
17. Tarrazú
18. Tibás
19. Turrubares
20. Vázquez de Coronado